# Висса, Йоан
Йоа́н Висса́ (фр. Yoane Wissa; род. 3 сентября 1996, Эпине-су-Сенар, Эсон) — французский и конголезский футболист, полузащитник клуба «Брентфорд» и сборной ДР Конго.

## Карьера
Играл за ряд клубов во Франции, включая «Шатору», «Анже», «Лаваль», «Аяччо» и «Лорьян».
В недоигранном сезоне из-за глобальной пандемии 2019/20 стал победителем Лиги 2 за «Лорьян» и пробился с ним в Лигу 1.
С 2021 года играет в АПЛ за «Брентфорд».
Игрок сборной ДР Конго, за сборную забил 2 гола.

## Достижения
«Лорьян»
- Победитель Лиги 2: 2019/20